# Saurauia minahassae
Saurauia minahassae är en tvåhjärtbladig växtart som beskrevs av Sijfert Hendrik Koorders. Saurauia minahassae ingår i släktet Saurauia och familjen Actinidiaceae. Inga underarter finns listade i Catalogue of Life.